# Amstetten-Bahnhof
Amstetten-Bahnhof ist ein Ortsteil der Gemeinde Amstetten im Alb-Donau-Kreis in Baden-Württemberg.

## Geschichte
Der erst nach dem Bau der Filstalbahn in den 1850er Jahren entstandene Ortsteil ist heute Mittelpunkt der Gemeinde mit den meisten öffentlichen Einrichtungen. Vorgängersiedlung war der Weiler Neuhaus. Die Anfänge der Wohnsiedlung östlich des Bahnhofs Amstetten (Württ) gehen auf die Jahrhundertwende zurück. Am 9. April 1926 vereinigte das Innenministerium den Weiler Neuhaus, den Wohnplatz Bahnhof und den Steighof zum Ortsteil Amstetten-Bahnhof.
Nach dem Zweiten Weltkrieg setzte ein starkes Wachstum (1961: 1061 Einwohner) und die Industrieansiedlung ein.

## Bauwerke
- Evangelische Friedenskirche, erbaut 1966
- Katholische Kirche Jesus Christus Erlöser, erbaut 1966